# Abolboda uniflora
Abolboda uniflora är en gräsväxtart som beskrevs av Bassett Maguire. Abolboda uniflora ingår i släktet Abolboda och familjen Xyridaceae. Inga underarter finns listade i Catalogue of Life.